# Srinagar
Srinagar este, pe lângă Jammu, una din capitalele teritoriului unional Jammu și Cașmir în India. Orașul este capitala de vară între mai și octombrie și este situat în Valea Kașmirului, pe malurile râului Jehlum.
Srinagarul de azi a fost cunoscut sub mai multe nume. Orașul ar fi fost fondat de regele Pravarasena al II-lea acum 2000 ani, care l-a denumit Parvasenpur, iar orașul Srinagar are o istorie lungă datând cel puțin din 300 î.Hr..
O teorie a originii numelui orașului este regele Pandava Așoka (nu trebuie confundat cu Maurya Așoka) a clădit orașul Srinagari (Srinagar). Altă teorie este că în Kașmir împăratul mauryan Așoka a fondat primul oraș numit Srinagar, situat în acea vreme unde se află azi satul Pandrathan, trei mile la nord de capitala actuală.

## Geografie

### Climat
| Date climatice pentru Srinagar | Date climatice pentru Srinagar | Date climatice pentru Srinagar | Date climatice pentru Srinagar | Date climatice pentru Srinagar | Date climatice pentru Srinagar | Date climatice pentru Srinagar | Date climatice pentru Srinagar | Date climatice pentru Srinagar | Date climatice pentru Srinagar | Date climatice pentru Srinagar | Date climatice pentru Srinagar | Date climatice pentru Srinagar | Date climatice pentru Srinagar |
| Luna                           | Ian                            | Feb                            | Mar                            | Apr                            | Mai                            | Iun                            | Iul                            | Aug                            | Sep                            | Oct                            | Nov                            | Dec                            | Anual                          |
| ------------------------------ | ------------------------------ | ------------------------------ | ------------------------------ | ------------------------------ | ------------------------------ | ------------------------------ | ------------------------------ | ------------------------------ | ------------------------------ | ------------------------------ | ------------------------------ | ------------------------------ | ------------------------------ |
| Maxima medie °C (°F)           | 7.6 (45,7)                     | 10.5 (50,9)                    | 15.8 (60,4)                    | 20.9 (69,6)                    | 25.2 (77,4)                    | 28.9 (84)                      | 30.2 (86,4)                    | 29.8 (85,6)                    | 27.7 (81,9)                    | 22.6 (72,7)                    | 16.2 (61,2)                    | 9.7 (49,5)                     | 20,4 (68,7)                    |
| Media zilnică °C (°F)          | 2.7 (36,9)                     | 5.4 (41,7)                     | 9.8 (49,6)                     | 14.3 (57,7)                    | 18.2 (64,8)                    | 21.9 (71,4)                    | 24.2 (75,6)                    | 23.8 (74,8)                    | 20.2 (68,4)                    | 14.5 (58,1)                    | 8.5 (47,3)                     | 4.0 (39,2)                     | 14,0 (57,2)                    |
| Minima medie °C (°F)           | −2.2 (28)                      | 0.3 (32,5)                     | 3.9 (39)                       | 7.8 (46)                       | 11.1 (52)                      | 14.8 (58,6)                    | 18.2 (64,8)                    | 17.7 (63,9)                    | 12.7 (54,9)                    | 6.3 (43,3)                     | 0.9 (33,6)                     | −1.7 (28,9)                    | 7,5 (45,5)                     |
| Minima istorică °C (°F)        | −20.5 (−4.9)                   | −6.6 (20,1)                    | −6.6 (20,1)                    | 0.0 (32)                       | 1.0 (33,8)                     | 5.2 (41,4)                     | 10.3 (50,5)                    | 10.5 (50,9)                    | 5.5 (41,9)                     | −1.5 (29,3)                    | −4.8 (23,4)                    | −7.3 (18,9)                    | −20,5 (−4,9)                   |
| Sursă: weatherlabs.in: श्रीनगर   |                                |                                |                                |                                |                                |                                |                                |                                |                                |                                |                                |                                |                                |

## Galerie de imagini

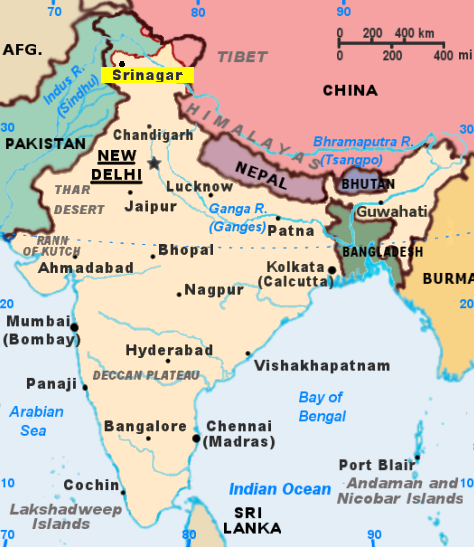
Srinagar pe hartă